# پیشینه نیویورک

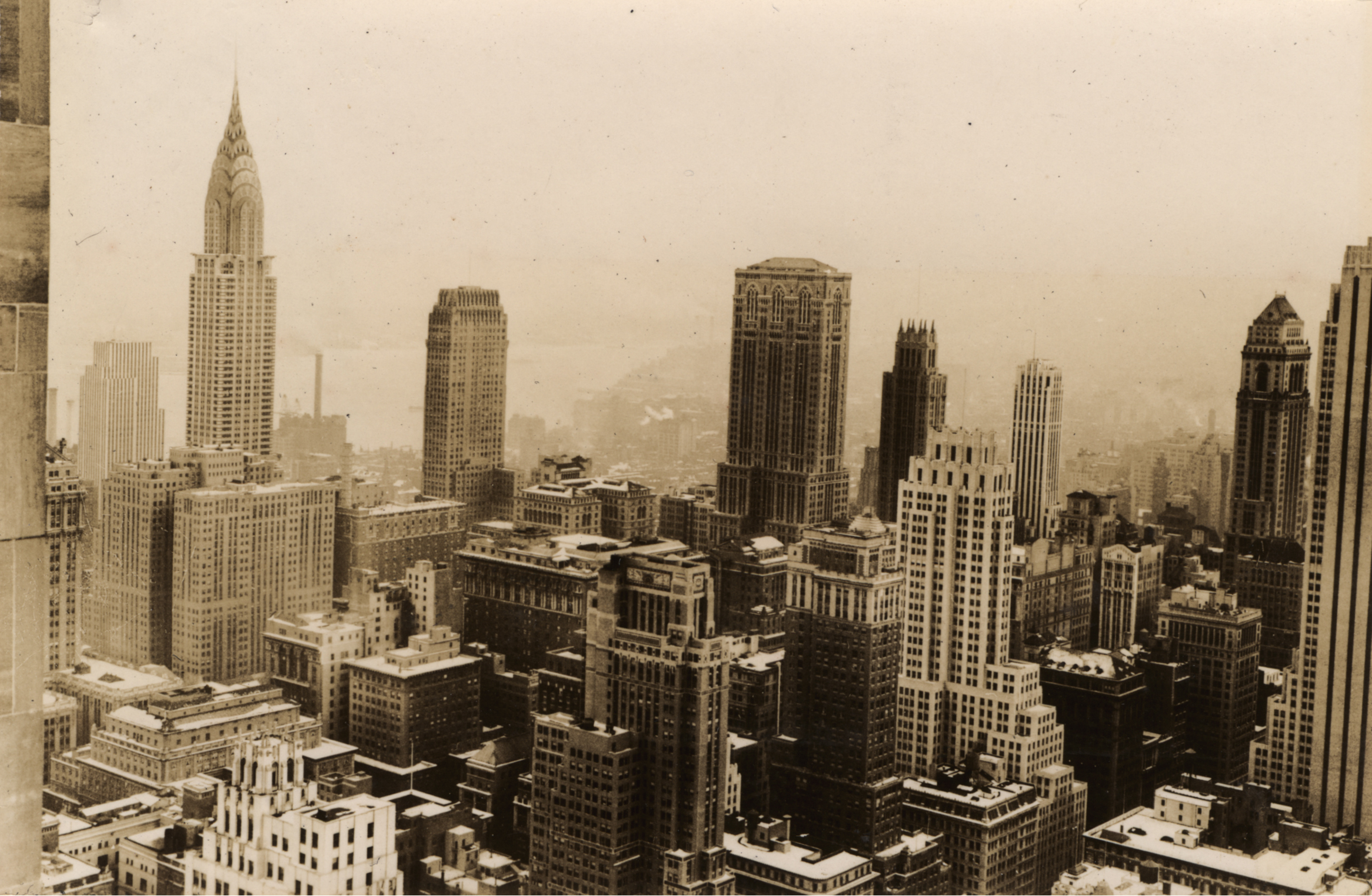
نیویورک در سال ۱۳۱۱ هجری

نیویورک سیتی تاریخ غنی و پرجنب‌وجوشی دارد که به اوایل قرن ۱۷ میلادی برمی‌گردد. این منطقه در ابتدا توسط قبایل بومی آمریکا ساکن بود و اولین بار در سال ۱۵۲۴ توسط اروپایی‌ها مورد کاوش قرار گرفت. در سال ۱۶۲۴، هلندی‌ها یک مستعمره به نام نیو آمستردام در نوک جنوبی جزیره منهتن تأسیس کردند. این مرکز تجاری به سرعت اهمیت زیادی پیدا کرد.
در سال ۱۶۶۴، انگلیسی‌ها کنترل را به دست گرفتند و نام آن را به نیویورک تغییر دادند، به افتخار دوک یورک. این شهر در طول انقلاب آمریکا نقش مهمی ایفا کرد و به عنوان میدان نبرد و سپس به عنوان اولین پایتخت ایالات متحده بود. قرن ۱۹ شاهد ورود گسترده مهاجران، به ویژه از اروپا، بود که نیویورک را به یک مرکز فرهنگی تبدیل کرد.
ساخت نمادهای معروفی مانند مجسمه آزادی در سال ۱۸۸۶ نماد امید برای بسیاری از تازه‌واردان بود. قرن ۲۰ چالش‌هایی مانند رکود بزرگ و جنگ جهانی دوم را به همراه داشت، اما همچنین رشد و نوآوری‌های قابل توجهی را به ارمغان آورد. امروزه، نیویورک سیتی به خاطر محله‌های متنوع، موزه‌های جهانی و به عنوان یک مرکز مالی جهانی، مد و سرگرمی شناخته می‌شود که آن را به مکانی جذاب تبدیل کرده است.

## پیشینه کشف
در هنگامی که پای کاشفان اروپایی به قاره آمریکا در حوالی سال ۱۵۲۴ میلادی باز شد، بیش از ۵۰۰۰ سرخ‌پوست آمریکایی در منطقهٔ نیویورک زندگی می‌کردند. در آن هنگام، کاشف معروف ایتالیایی جیوانی دا ورازانو که در آن زمان برای دربار فرانسه خدمت می‌کرد، منطقه نیویورک را به نام فرانسوی نوئل آنگولیم (آنگولیم نو) نامگذاری کرد. مهاجران اروپایی هم‌زمان با آغاز به کار کمپانی خز هلند در منطقه نیویورک، آغاز به سکنی گزیدن کردند. مهاجرت اروپائیان بخصوص هلندی‌ها به نیویورک باعث شد تا قسمت جنوبی منطقه منهتن را در سال ۱۶۱۴ میلادی نیو آمستردام (آمستردام جدید) بنامند. در آن زمان فرماندار مستعمره هلندی‌ها به نام پیتر مینوئیت، تمامی جزیره منهتن را از سرخ‌پوستان در سال ۱۶۲۴ میلادی با مبلغ ۲۴ دلار خریداری کرد.
در سال ۱۶۶۴ میلادی، انگلیسی‌ها شهر نیو آمستردام را اشغال کردند و آن را به نام «نیویورک» و به افتخار پادشاه وقت بریتانیا، جیمز دوم که دارای لقب سلطنتی «دوک یورک و آلبنی» بود، نامگذاری کردند.
کویینز، یکی از مناطق پنج‌گانه نیویورک، به افتخار کاترین براگانزا نام‌گذاری شد. او زمانی که شهرستان کوئینز در سال ۱۶۸۳ میلادی تأسیس شد، ملکه همسر انگلستان، اسکاتلند و ایرلند بود. نام‌گذاری کوئینز با شهرستان کینگز (منطقه بروکلین، که در ابتدا به نام همسرش، شاه چارلز دوم، نام‌گذاری شده بود) و شهرستان ریچموند (منطقه استاتن آیلند، که به نام پسر نامشروع پادشاه، اولین دوک ریچموند، نام‌گذاری شده بود).
در پایان دومین جنگ انگلستان و هلند، هلندی‌ها کنترل جزیره ران را که در آنزمان ارزش بسیار بیشتری نسبت به نیو آمستردام داشت را به دست آوردند و بدین ترتیب به کنترل بریتانیایی‌ها بر نیو آمستردام (نیویورک) رضایت دادند. تا سال ۱۷۰۰ میلادی، جمعیت افراد ساکن نیویورک به ۲۰۰ نفر کاهش یافته بود.

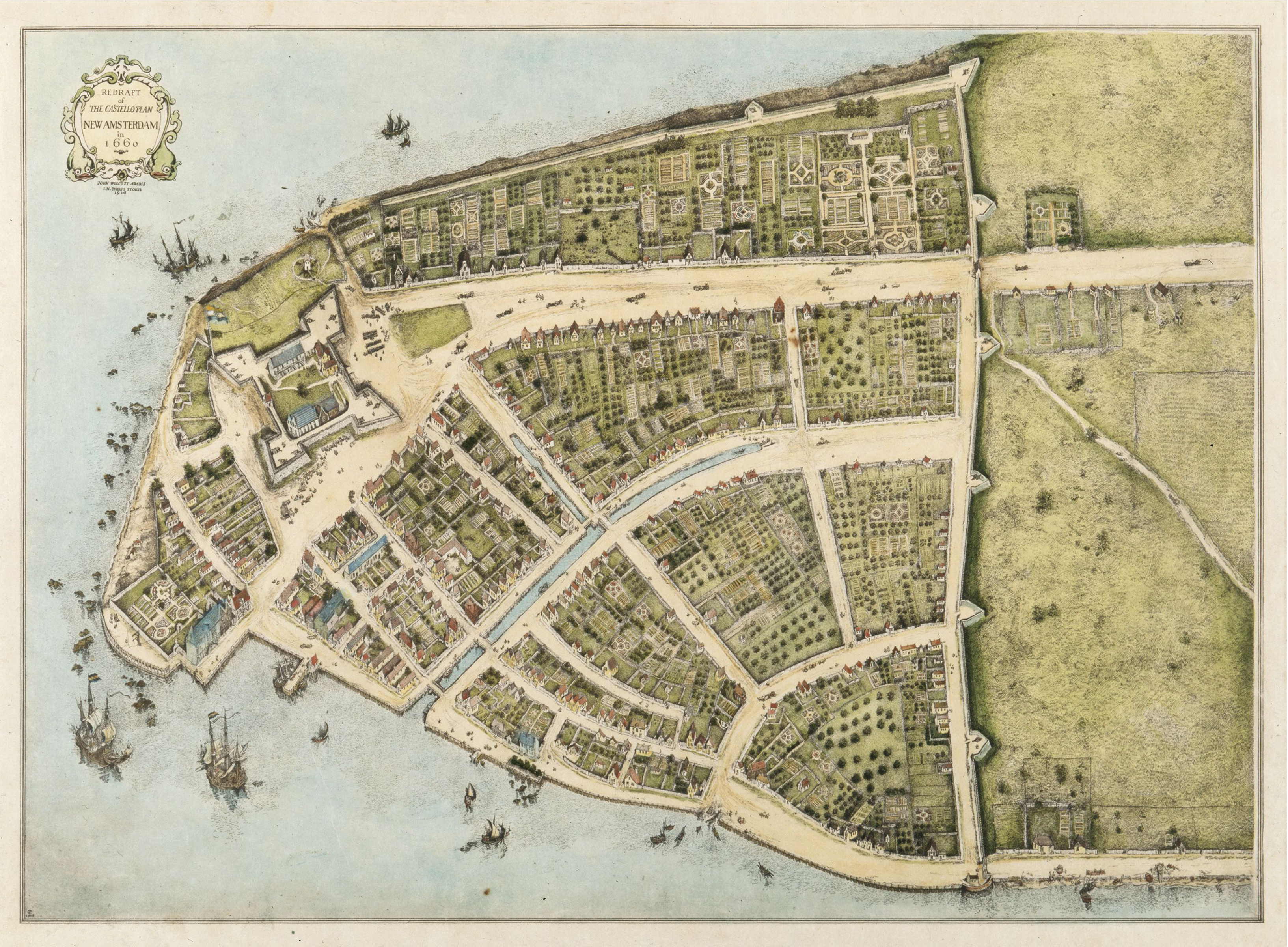
نقشه‌ای از منهتن جنوبی در سال ۱۶۶۰ میلادی و درهنگامی که نیویورک قسمتی از آمستردام جدید خوانده می‌شد.

شهر نیویورک در زیر سلطه نیروهای بریتانیایی به بندر و مرکزیت تجاری مهمی تبدیل شد. در سال ۱۷۵۴ میلادی، دانشگاه کلمبیا به فرمان جورج دوم پادشاه وقت بریتانیای کبیر، با نام «کینگز کالج» (کالج پادشاه) در منهتن جنوبی تأسیس شد.

## دوران انقلاب آمریکا
شهر نیویورک در دوران انقلاب آمریکا، مرکز سلسله نبردهای بزرگی میان ارتش استعماری بریتانیا به فرماندهی ژنرال سیر ویلیام هووی و ارتش انقلابیون آمریکا به فرماندهی ژنرال جرج واشنگتن بود. با پیروزی انقلاب آمریکا، کنگره اقلیمی در شهر نیویورک تشکیل شد و در سال ۱۷۸۹ میلادی، جرج واشنگتن را به مقام ریاست جمهوری ایالات متحده آمریکا منصوب کرد. وی در عمارت فدرال (Federal Hall) در خیابان وال استریت به عنوان اولین رئیس‌جمهور ایالات متحده آمریکا، قسم یاد کرد. شهر نیویورک تا سال ۱۷۹۰ میلادی، پایتخت ایالات متحدهٔ آمریکا بود.

## خصوصیات اجتماعی
در طول قرن نوزدهم و در دورانی که شهر نیویورک در حال تغییر شکل یافتن توسط مهاجرین بود، یک پروژه رویایی و بزرگ با نام «طرح کامیشنر ۱۸۱۱ میلادی» به مرحلهٔ اجرا گذاشته شد که بر اساس آن، تمام خیابان‌های محله منهتن عریض می‌شدند. همچنین افتتاح کانال ایری در سال ۱۸۱۹ میلادی که باعث تقویت و رونق شدید زراعت در منطقه شد. در سال ۱۸۳۵ میلادی، شهر نیویورک با گذر از شهر فیلادلفیا به پرجمعیت‌ترین شهر در ایالات متحدهٔ آمریکا تبدیل شد. مهاجرین ایرلندی که در آنزمان منسجم‌ترین و پرتعدادترین گروه مهاجران نیویورکی بودند، با حمایت از ماشین سیاسی «تامانی هال» (Tammany Hall) در زیر یک پرچم، به قبضهٔ کامل قدرت در شهر نیویورک پرداختند. در همین حال، اشرافیان مردُم‌گرای تاجرمنصب برای ساخت پارک مرکزی نیویورک در مرکز محله منهتن فشار می‌آوردند که فشار آن‌ها منجر به ساخت اولین پارک مُدرن در تاریخ ایالات متحدهٔ آمریکا در سال ۱۸۵۷ میلادی شد.
نارضایتی‌ها بخاطر خدمت اجباری سربازی در طول جنگ داخلی آمریکا در سال‌های ۱۸۶۱ تا ۱۸۶۵ میلادی، منجر به شورش طرح خدمت اجباری در سال ۱۸۶۳ میلادی شد. این واقعه یکی از بدترین شورشهای خیابانی در تاریخ ایالات متحده آمریکا محسوب می‌شود.
در سال ۱۸۹۸ میلادی، شهر نیویورک به شکل امروزی خود (به غیر از اتحاد محله بروکلین) شکل گرفته بود. در آنزمان بروکلین، یک شهر مستقل بود که در کنار محله منهتن و دیگر محلات شهر نیویورک قرار داشت. افتتاح متروی شهر نیویورک در سال ۱۹۰۴ میلادی، باعث شد تا محلات متعدد کلان‌شهر نیویورک با یکدیگر ادغام شوند. در نیم قرن اول قرن بیستم، نیویورک به مرکز صنعت، اقتصاد و ارتباطات جهان تبدیل شد. هرچند، این پیشرفت‌ها بدون پرداخت هزینه گزافی حاصل نشد. در سال ۱۹۰۴ کشتی بخار ژنرال اسلوکام در رودخانه شرقی آتش گرفت که به کشته شدن ۱٬۰۲۱ مسافر آن منجر شد. در سال ۱۹۱۱ میلادی، یک کارخانه لباس زنانه آتش گرفت که مهیب‌ترین حادثهٔ صنعتی در تاریخ شهر نیویورک است. در این فاجعه ۱۴۱ کارگر که عموماً زن بودند، کشته شدند. این فاجعه باعث بهبود قوانین ایمنی کارخانجات شد.
در دههٔ ۱۹۲۰ میلادی، شهر نیویورک به عمده‌ترین محل مهاجرت سیاهان آمریکایی در طول مهاجرت بزرگ تبدیل شد. مهاجرت گسترده سیاه‌پوستان آمریکایی از ایالات جنوبی آمریکا به شهر نیویورک باعث شد تا در سال ۱۹۱۶ میلادی، نیویورک به بزرگ‌ترین مرکز اقامت سیاهان در آمریکای شمالی تبدیل شود. محلهٔ هارلم به اقامتگاه سیاهان تبدیل شد و به شدت در دوران منع خرید و فروش الکل در ایالات متحده، شکفته شد. در سال ۱۹۴۸ میلادی، شهر نیویورک به بزرگ‌ترین شهر جهان از لحاظ جمعیت تبدیل شد و بدین ترتیب شهر لندن در پادشاهی متحده را که بیش از یک قرن پرجمعیت‌ترین شهر جهان بود را پشت سر نهاد.

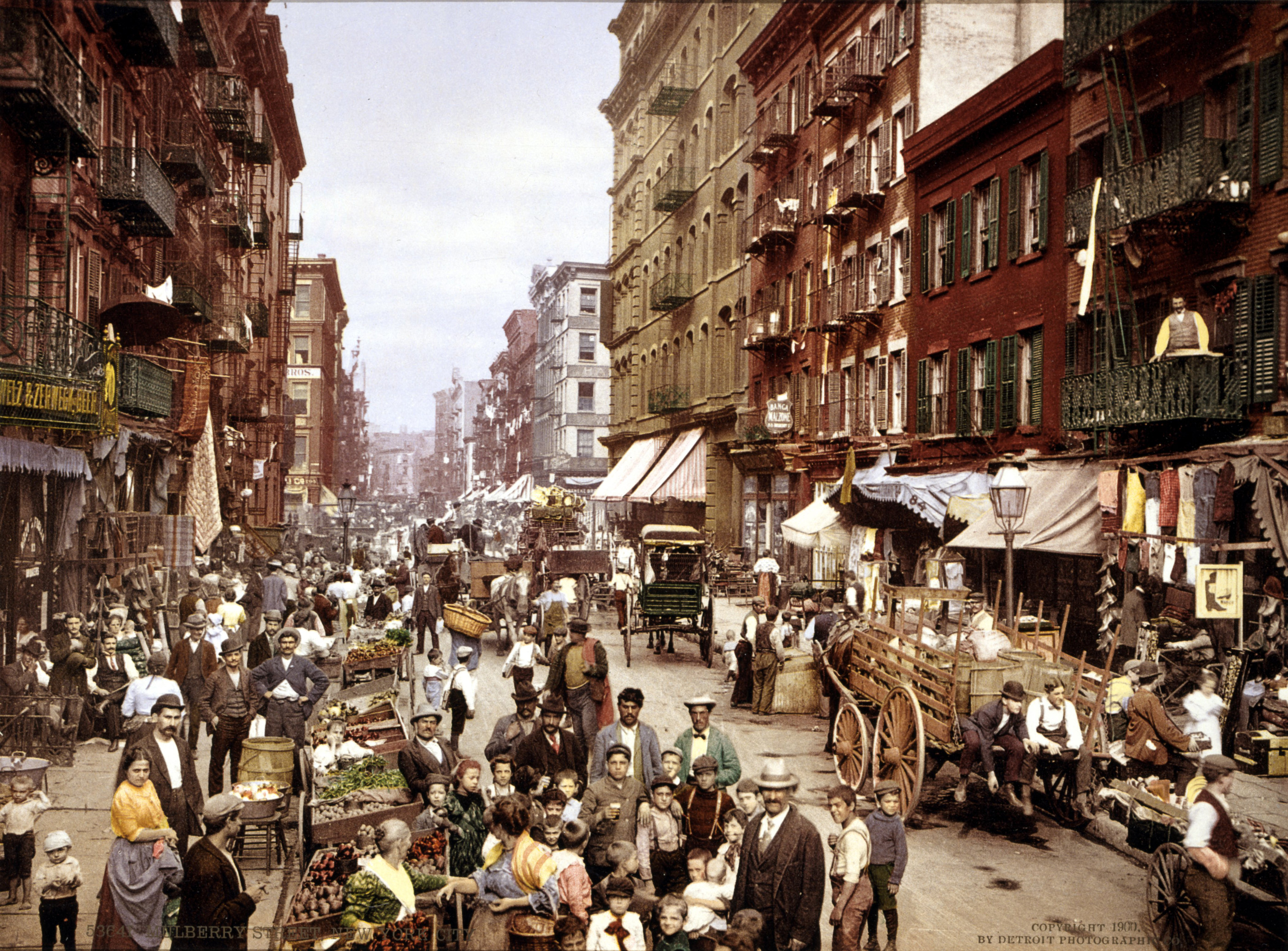
خیابان مولبری در جنوب شرقی محله منهتن در حوالی سال ۱۹۰۰ میلادی.

## قرن بیستم

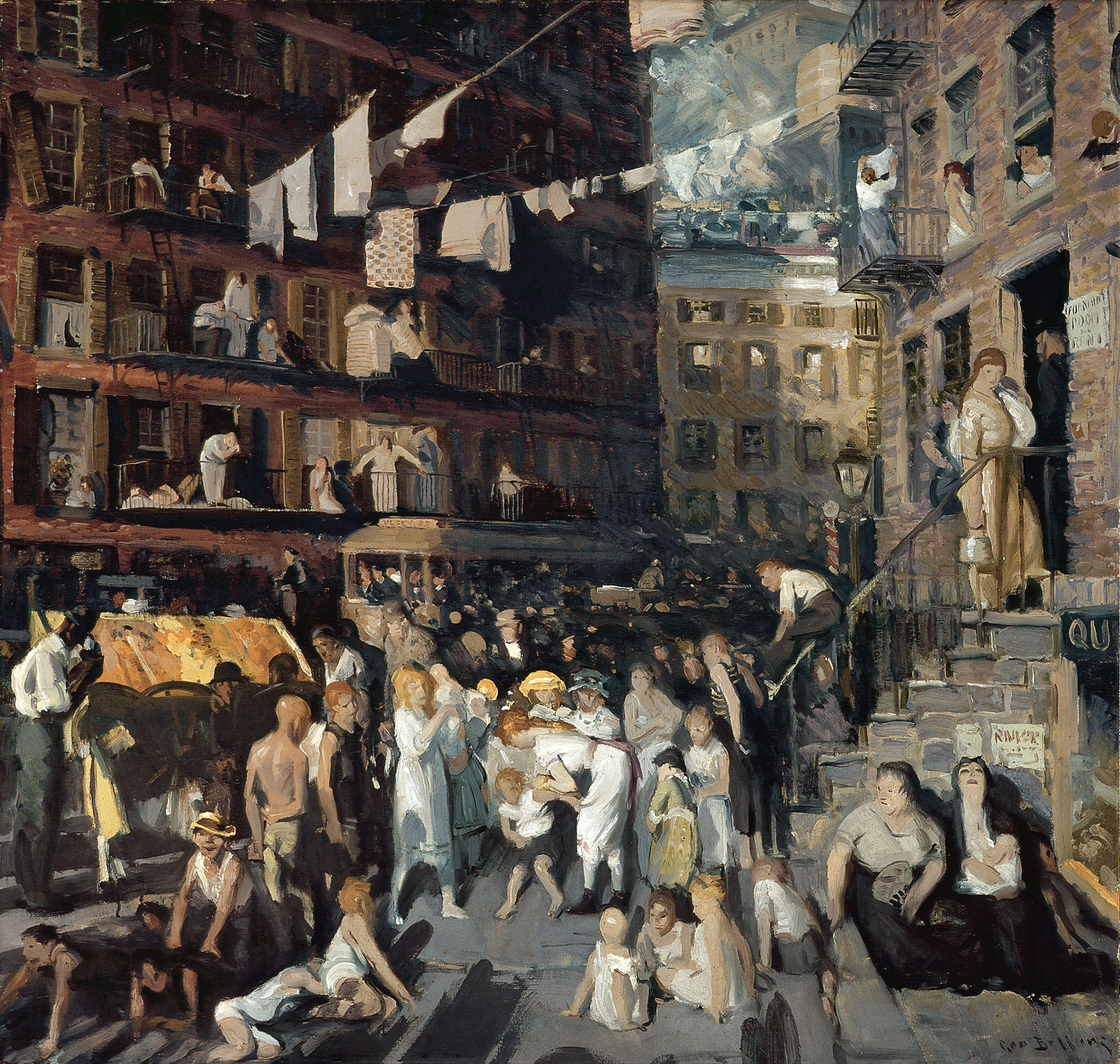
صخره‌نشین‌ها، یکی از مشهورترین آثار جرج بلوز، نقاش واقع‌گرای آمریکایی است. اثر نیویورک را در اوایل سده ۲۰ میلادی و سرشار از مهاجران به تصویر کشیده‌است. این اثر در موزه هنر شهرستان لس آنجلس نگه‌داری می‌شود.

سالهای سخت پیرامون گریت دیپرشن (Great Depression) که در پی سقوط بهای سهام در بازار بورس نیویورک پدید آمد، باعث انجام تحولاتی در زمینه سیاسی و اجتماعی در شهر نیویورک شد. بدین ترتیب که کاندیدای اصلاح طلبی به نام فیورلو لاگاردیا به سمت شهردار نیویورک انتخاب شد و ماشین سیاسی «تامانی هال» که به قبضهٔ کامل قدرت در شهر نیویورک به مدت بیش از هشتاد سال پرداخته بود، سرانجام سقوط کرد.
پس از پایان جنگ جهانی دوم و بازگشت سربازان آمریکایی از اروپا و سیر مهاجرت اروپائیان به ایالات متحده آمریکا، باعث شد تا اقتصاد ایالات متحده دچار تحولات مثبت و ساختاری شود. بدین ترتیب پروژه‌های مرتبط با خانه‌سازی و مسکن در اولویت قرار گرفت و مناطق شرقی محله کوینز برای این منظور اختصاص یافت. شهر نیویورک بر عکس بسیاری از شهرهای اروپایی که پس از جنگ جهانی دوم تقریباً با خاک یکسان شده بودند، کاملاً از جنگ دور مانده و سالم مانده بود. یا ورود سرمایه‌های جدید و نیروی کار انسانی فراوان از نقاط مختلف جهان، شهر نیویورک دچار یک تحول بزرگ اقتصادی دیگر شد. بازار بورس نیویورک با جلب گسترده سرمایه‌های سرگردان و رونق کارخانجات و صنایع مادر، ایالات متحده و شهر نیویورک خود را به عنوان مرکز قدرت بی‌رقیب اقتصادی جهان معرفی کرد. در سال ۱۹۵۲ میلادی، مقر دائمی سازمان ملل متحد در شهر نیویورک ساخته شد و بدین ترتیب نیویورک، به مهم‌ترین مرکز دیپلماسی جهانی و شهری تأثیرگذار در عرصه سیاست نیز مبدل شد. با اقامت گزینی گسترده هنرمندان از نقاط مختلف جهان به شهر نیویورک، این شهر نام خود را به عنوان مرکز هنر مدرن در جهان ثبت کرد و جای شهر پاریس را که سابقا با این نام خوانده می‌شد را گرفت. در دههٔ ۱۹۶۰ میلادی، شهر نیویورک متحمل مشکلات اقتصادی و صعود جرم و درگیری‌های نژادی شد که نقطه اوج آن در دههٔ ۱۹۷۰ به وقوع پیوست.

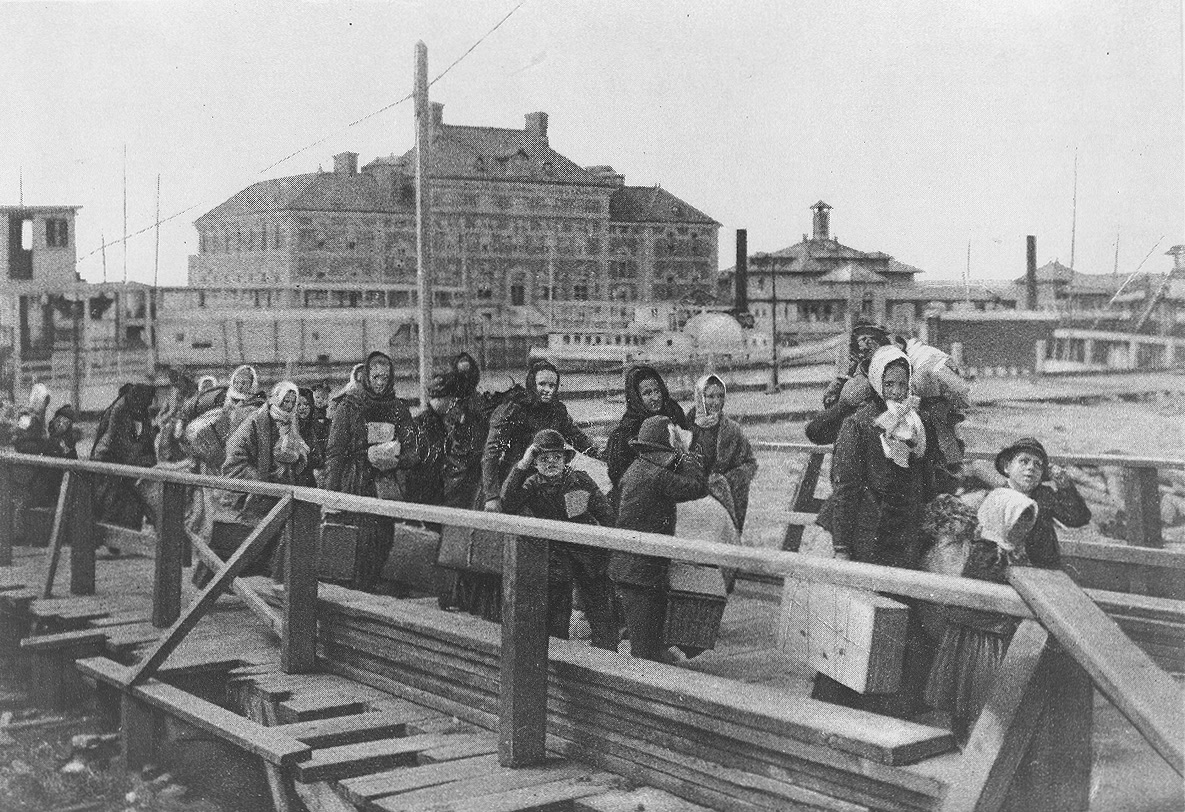
منظره‌ای از ورود مهاجرین تازه نفس به آمریکا از طریق مرز دریایی جزیره الیس در شهر نیویورک به سال ۱۹۰۲ میلادی.

در دههٔ ۱۹۸۰ میلادی، وضعیت نابسامان اقتصادی بهبود یافت که باعث ثبات و سلامت مالی شهر شد. درگیری‌های نژادی به حداقل رسید و همچنین آمار جرم و جنایت بهبود قابل ملاحظه‌ای یافت و موج جدیدی از مهاجران از کشورهای آسیایی و آمریکای جنوبی، شهر نیویورک را برای زندگی برگزیدند. در این دوران ثبات اقتصادی و رشد صنعت کامپیوترسازی و برنامه‌نویسی و اضافه شدن بخش‌های جدیدی به اقتصاد آمریکا از جمله «دره سیلیکان» باعث شد تا در سال ۲۰۰۰ میلادی، جمعیت شهر نیویورک به بیش از هرزمان دیگر در تاریخ این شهر افزایش یابد.
شهر نیویورک، یکی از اهداف حملات ۱۱ سپتامبر ۲۰۰۱ بود که در پی حمله تروریستی به برج‌های دوقلوی مرکز تجارت جهانی بیش از ۳٬۰۰۰ نفر جان خود را از دست دادند. برج آزادی جایگزین مرکز تجارت جهانی خواهد شد که برطبق برنامه بایستی در سال ۲۰۱۲ میلادی، به بهره‌برداری برسد.